# Frutolf de Michelsberg

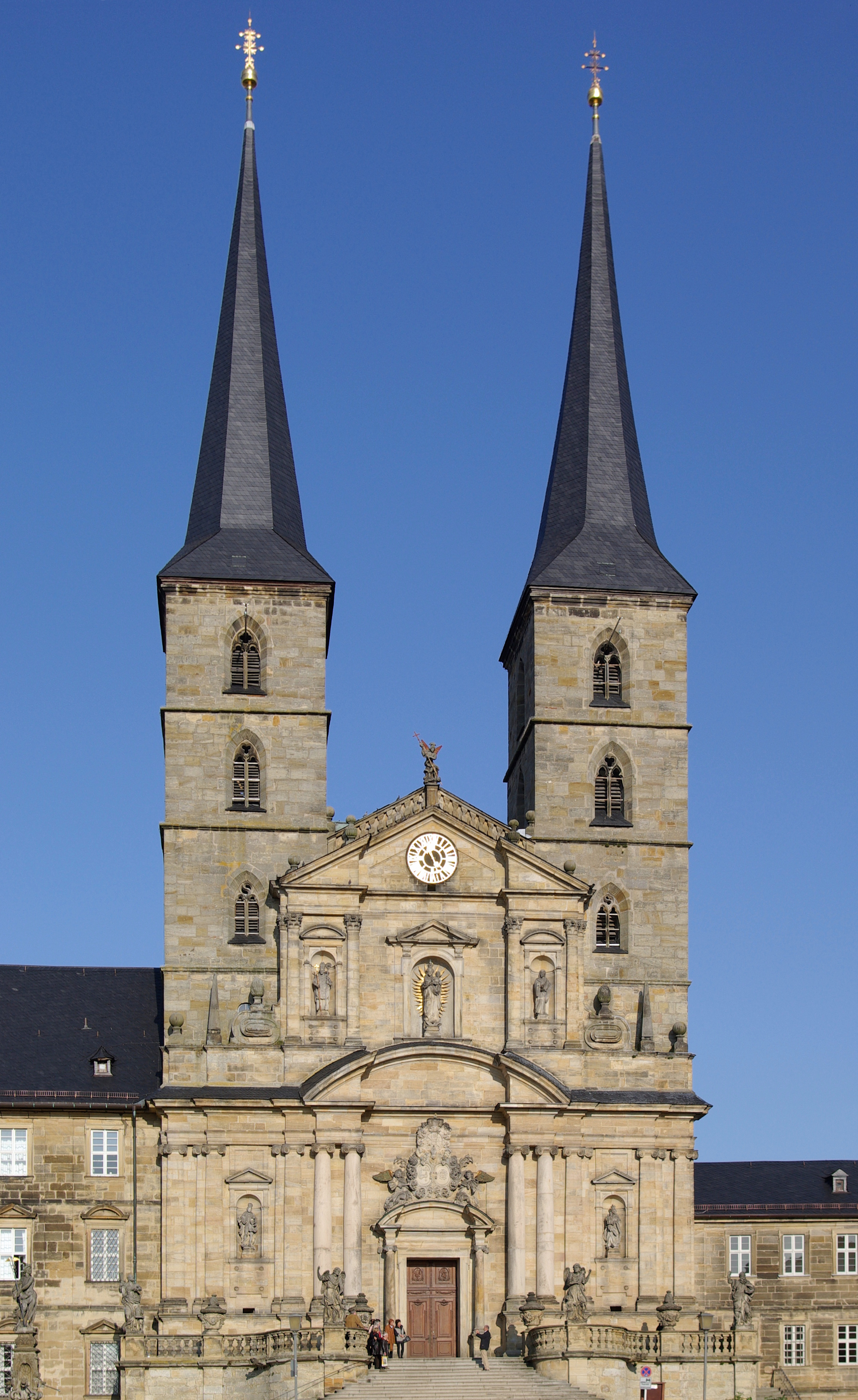
Façade de la Michaelskirche de Bamberg, ancienne église abbatiale

Frutolf de Michelsberg (ou Frutolf de Bamberg) est un moine bénédictin et chroniqueur allemand du Moyen Âge, mort le 17 janvier 1103, auteur notamment d'une Chronique universelle racontant l'histoire du monde de la Création jusqu'en l'an 1101.

## Vie et œuvre
Il était moine de l'abbaye de Michelsberg (de) à Bamberg (un établissement fondé en 1015 par le premier évêque de la ville, et dépendant étroitement de lui et ses successeurs). Frutolf y fut peut-être prieur. En tout cas, c'était un remarquable lettré qui fut écolâtre du monastère et consacra beaucoup de temps à la bibliothèque de l'établissement, l'enrichissant par ses propres œuvres et aussi comme copiste de nombreux manuscrits.
Son nom est injustement tombé dans l'oubli car sa Chronique universelle, continuée par d'autres, leur a été attribuée plutôt qu'à lui. Elle a d'abord été connue comme partie de la Chronique d'Ursperg, qui s'étend jusqu'en 1229, ainsi nommée d'après son dernier contributeur, Burchard (de), prieur du monastère des Prémontrés d'Ursperg, près d'Augsbourg († 1231). En 1844, Georg Waitz et Georg Heinrich Pertz ont dégagé la partie allant jusqu'à 1125 comme étant l'œuvre d'Ekkehard d'Aura (qui séjourna à l'abbaye de Michelsberg (de) à partir de 1105, avant de devenir en 1113 premier abbé du monastère d'Aura an der Saale nouvellement fondé par l'évêque Othon de Bamberg). La contribution d'Ekkehard fut alors un temps surévaluée, jusqu'à ce qu'en 1895 Harry Bresslau découvre à la bibliothèque d'Iéna le manuscrit autographe de Frutolf, montrant qu'Ekkehard avait utilisé le travail de ce dernier jusqu'à l'an 1101.
La Chronique de Frutold est une compilation d'un nombre remarquablement élevé de sources, témoignant de la grande érudition de l'auteur, avec en même temps un effort d'intégration de toutes ces sources dans un récit unifié et cohérent. Sa chronologie est en décalage de dix ans avec celle de Bède le Vénérable. Sa Chronique apparaît comme la plus riche et la mieux conçue de l'époque avec celle de Sigebert de Gembloux.
Frutold a aussi laissé un Breviarium de musica en treize chapitres et un Tonaire (livre liturgique où les chants de messe sont classés selon les huit tons du plain-chant). L'œuvre musicologique de Frutolf est une synthèse, principalement, du De institutione musica de Boèce et des ouvrages de Bernon de Reichenau (Prologus in Tonarium) et d'Hermann Contract. Moins sûrement, on lui assigne aussi un Liber de divinis officiis et un traité intitulé Rythmimachia (sur un jeu consistant en certaines combinaisons de nombres).

## Éditions
- Rudolf Peiper (éd.), Fortolfi Rythmimachia, Leipzig, Teubner, 1880.
- Cölestin Vivell (éd.), Frutolfi Breviarium de musica et Tonarius, Vienne (Sitzungsberichte der Österreichischen Akademie der Wissenschaften, 188, II), 1919.
- Franz-Joseph Schmale, Irene Schmale-Ott et Christian Lohmer (éds.), Die Chronik des Frutolf von Michelsberg und ihre Fortsetzungen, MGH, Scriptores (in Folio), n° 33, 2013.